# Girton College
Girton College, fondé en 1869, est l'un des 31 collèges de l'université de Cambridge au Royaume-Uni et le premier collège pour femmes résidentiel britannique. Il est créé par les féministes Emily Davies et Barbara Bodichon.

## Personnalités liées à l'établissement
- Edith Aitken
- Ann Bishop
- Sara Annie Burstall, pédagogue
- Vicky Clement-Jones
- Helen Dimsdale, neurologue
- Frances Dove, éducatrice et directrice d'école
- Elizabeth Gloster, première femme juge de la Commercial Court
- Brenda Hale, baronne Hale de Richmond, présidente de la cour suprême du Royaume-Uni
- Rosalyn Higgins
- Arianna Huffington, journaliste
- Louisa Lumsden, étudiante de la première promotion (1869-1873)
- Margrethe II de Danemark
- Pauline Perry, éducatrice, universitaire, militante et femme politique
- Hilda Runciman
- Rachel Scott, l'une des premières étudiantes
- Eugénie Sellers Strong, archéologue
- Henrietta Stanley, mécène du collège
- Helena Swanwick, suffragiste
- Mary Taylor Slow
- Janet Whitaker, femme politique britannique.

### Principales du collège
- Charlotte Manning, première principale du collège (1869)
- Emily Shirreff (1870)
- Annie Austin (en) (1870-1872)
- Emily Davies (1871-1874)
- Marianne Bernard (1875-1884)
- Elizabeth Welsh, étudiante et principale (1885-1903)
- Constance Jones (1903-1916)
- Katharine Jex-Blake, étudiante et principale (1916-1922)
- Bertha Phillpotts, étudiante et principale du collège (1922-1925)
- Edith Major (1925-1931)
- Helen Wodehouse (1931-1942)
- Kathleen Butler (1942-1949)
- Mary Cartwright (1949-1968)
- Muriel Bradbrook (1968-1976)
- Brenda Ryman (1976-1983)
- Mary Warnock (1984-1991)
- Juliet Campbell (1992-1998)
- Marilyn Strathern (1998-2009)
- Susan J. Smith (2009-2022)
- Elisabeth Kendall (en) (depuis 2022)[1],[2]

## Galerie

Girton College
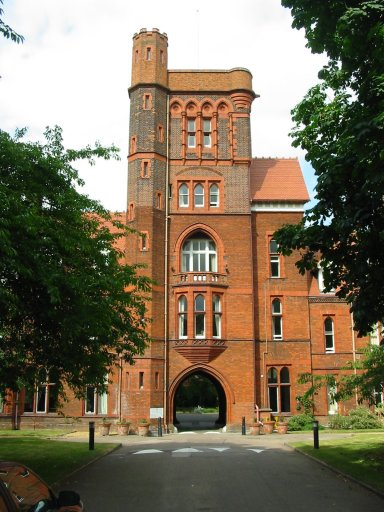
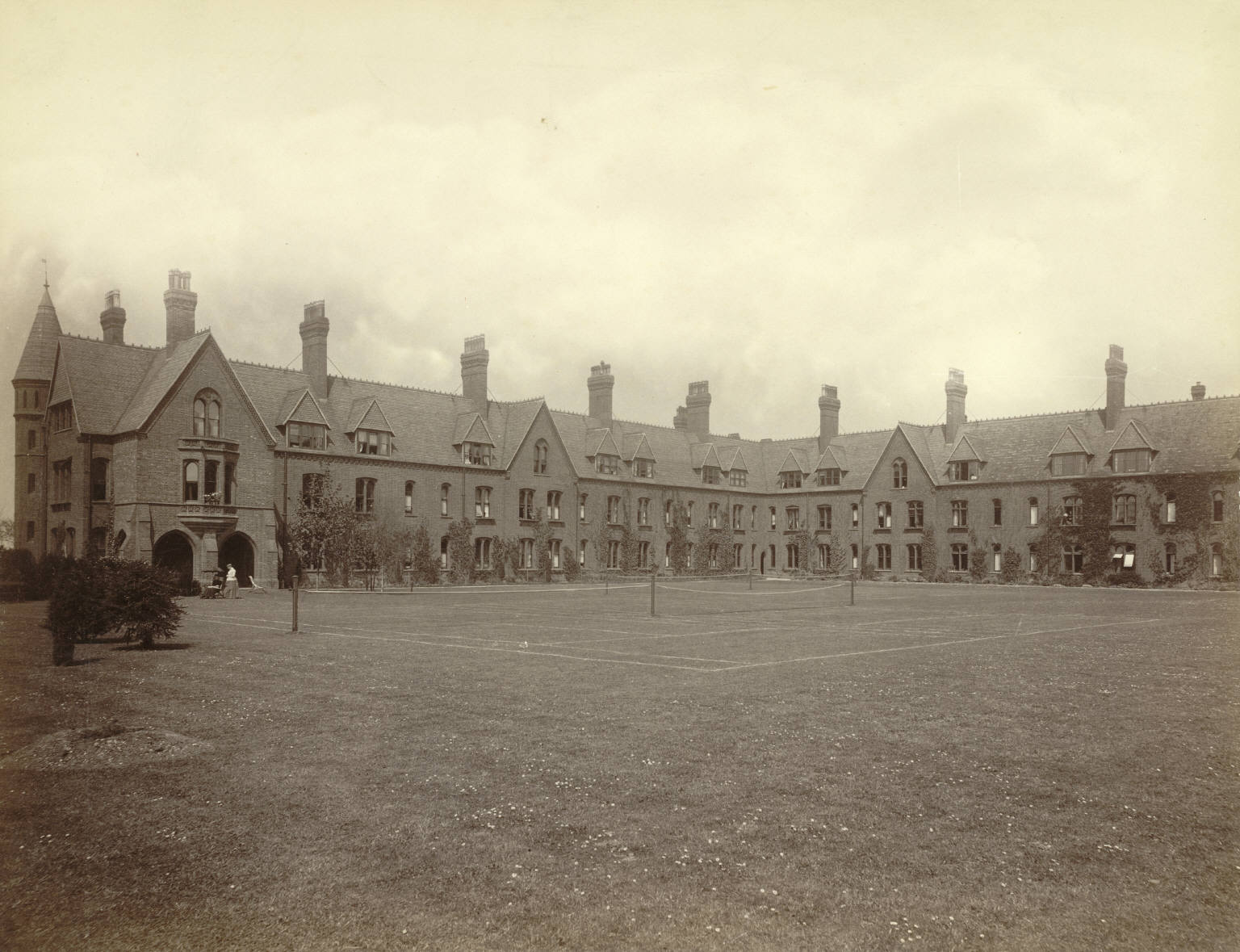
Les bâtiments vers 1869.
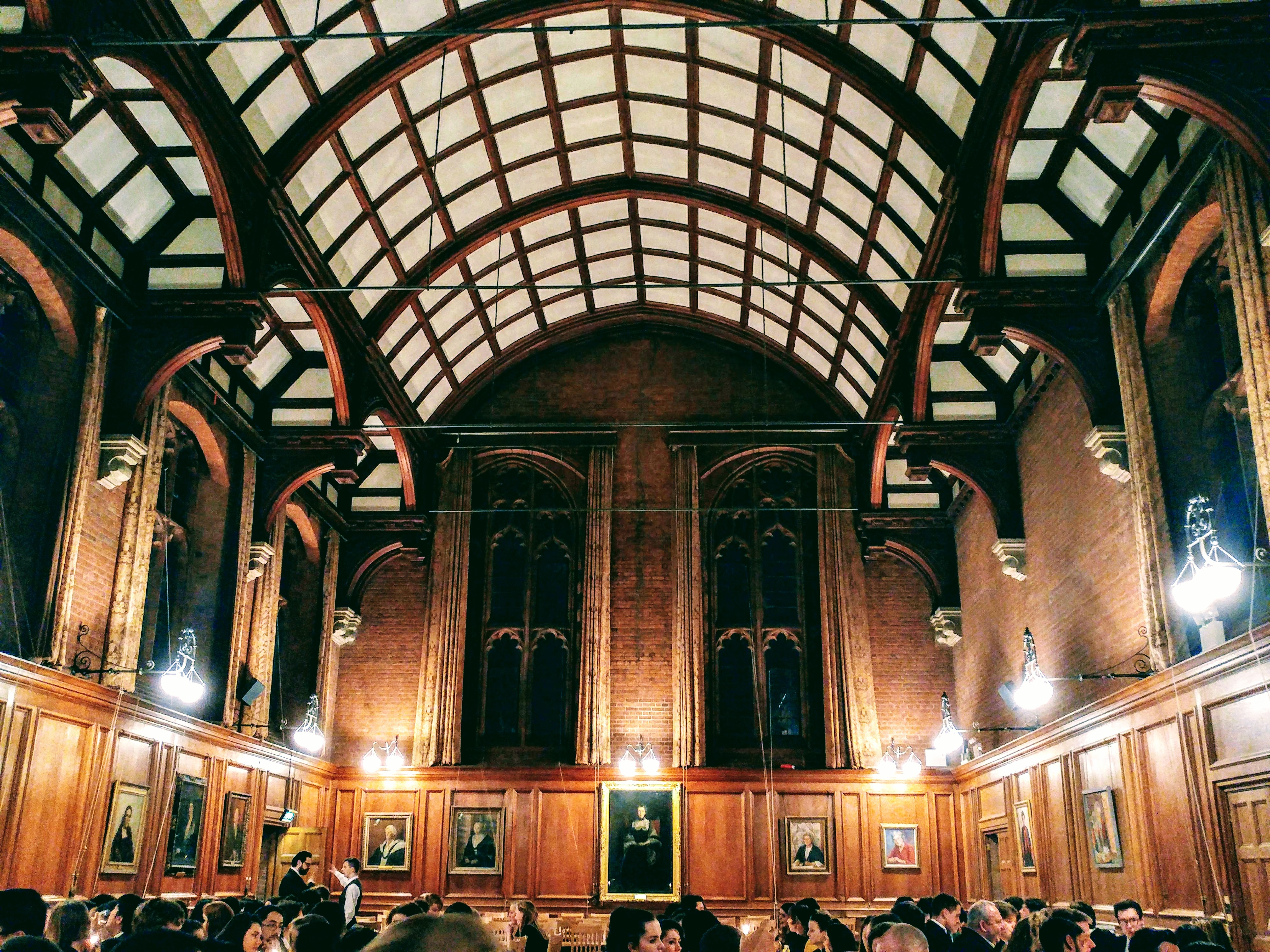
Great Hall.
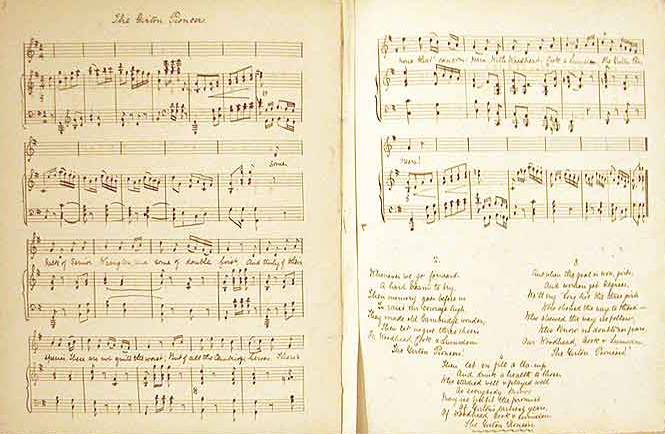
The Girton Pioneers.
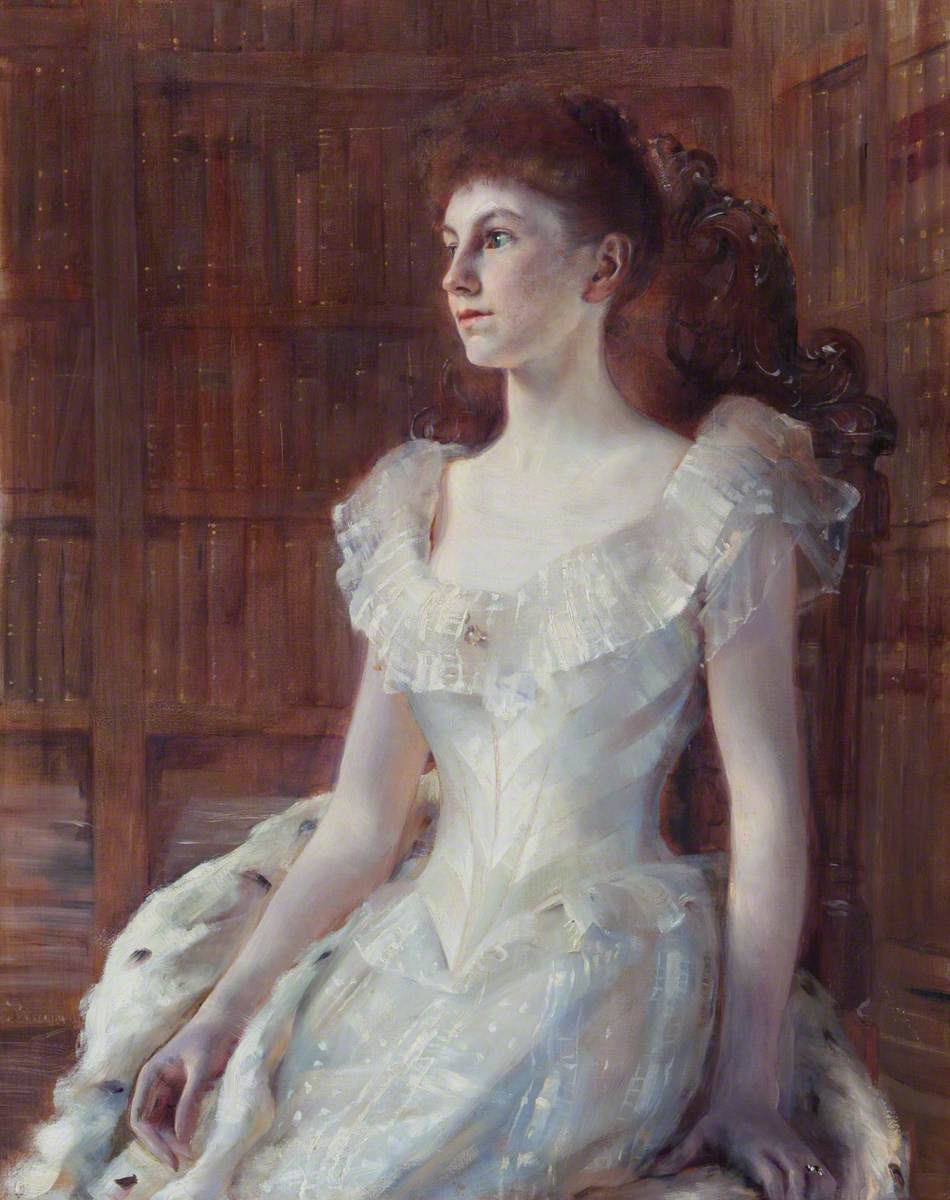
Agnata Butler, ancienne élève dont le tableau d'Ida Baumann est dans l’établissement.